# サニタリーボックス

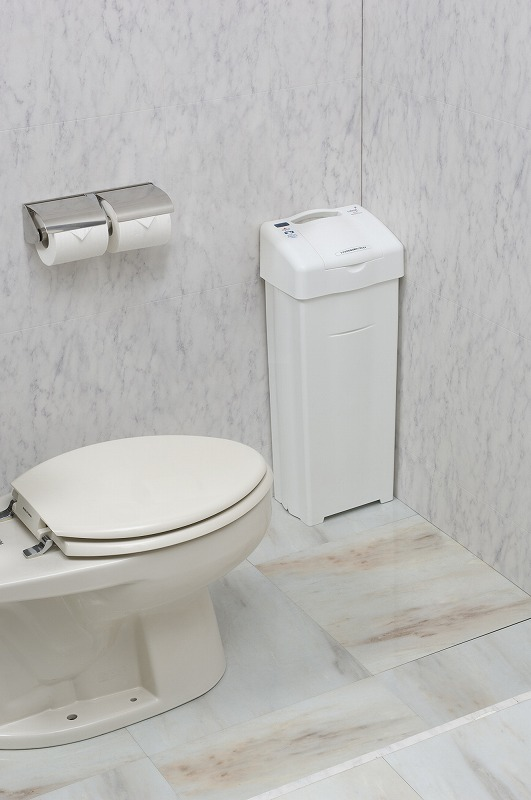
タッチレスタイプのサニタリーボックス

サニタリーボックスとは、トイレの個室ごとに設置されている小さめのごみ箱のことである。また別称として「汚物入れ」という名称も使われ、現在でも広く一般的に使われている。

## 概要
サニタリーボックスは、おりものシートや生理用ナプキン、タンポンなどの使用済みの生理用品をそのまま水洗便器に流すと配管を塞栓するため（不溶性）、それらを捨てるために設置されている。
上記のような理由で、女性が使うことが多く、一般的には女性用トイレや男女兼用トイレに設置される。男性用トイレにはあまり設置されていないが、おむつや尿漏れパッドを使用する男性からの要望もあり、設置する動きも出ている。
また、共同・集合トイレなどではこまめに中身を処理しなければ虫が湧いたり悪臭が生じたりすることもある。また狭い個室のスペースに合わせて、その用途ゆえにあまり目立たないよう小さく作られている物もある。中身を処分する場合は中身が見えないよう黒いポリ袋に移し変えてまとめて燃えるごみとして捨てるのが一般的である。しかし、黒いポリ袋の使用が禁じられている地方自治体もあり、対応に苦慮させられているところもある。
最近は、赤外線センサーが付いており、手をかざすだけで蓋が自動で開閉するものもある。また使用済み生理用品を自動的に圧縮ラミネート密封する製品も開発されている。

## 事件

### テロ対策による撤去
2019年6月28日-29日に大阪で開催されたG20大阪サミットの警備強化のため、東京や大阪周辺の駅構内のコインロッカーやゴミ箱が使用できなくなったが、その中には女子トイレ内のサニタリーボックスを含んでいた鉄道会社もあった。西日本旅客鉄道・東日本旅客鉄道・東京地下鉄はサニタリーボックスを撤去の対象としていなかったが、東京都交通局や西武鉄道は国土交通省と連携したテロ対策の中に「ごみ箱の封鎖・撤去」があり、サニタリーボックスもゴミ箱と認識して、主要駅のサニタリーボックスを撤去していた。
イギリス人ジャーナリストが西武池袋線池袋駅構内の女子トイレの個室内に、サニタリーボックスが撤去されているために、使用済みの生理用品が並べられていることに驚いたことを、写真付きでTwitter（現・X）に投稿した。そのジャーナリストは「サニタリーボックス撤去の張り紙を見て腹が立った。封鎖を決定する場の女性がいなかったのではないか？女性の人権が急になくなったと思った」と発言した。このような事態に批判が相次いだのを受け、西武鉄道はサミット開催中の6月28日から、東京都交通局もその翌日から、サニタリーボックスを再設置した。
国土交通省鉄道局総務課は「サニタリーボックスかどうかは関係がなく、『ゴミ箱』と通知していた」ものの、「今までの警備態勢で問題になったことがなく、今回は反響が大きかったため、鉄道会社とも対応を協議した」と回答した。公共政策委員会のセンター長は「セキュリティは男性の視点で考えられていたため、女性の視点が欠けていたかもしれない」と分析した。
鉄道会社の責任者やセキュリティの専門家が、サニタリーボックスの撤去に反発があるとは想定していなかったことで、「使用後の生理用品をどうすれば良いのか」という代替案も考えられていなかった。